# 光のシュプール
「光のシュプール」（ひかりのシュプール）は、Negiccoのシングル。2014年12月2日にT-Palette Recordsから発売された。通常盤、初回限定盤A・B、7inch、ミュージック・カード（4種）の8種リリースとなった。

## 解説
前作「サンシャイン日本海」から4か月ぶりのシングル。作詞・作曲はconnieが担当。Nao☆は「私たちはconnieさんにずっとやってきてもらってたわけで、connieさんの曲でトップ10に入ることが自分たちの一番の理想の形なんじゃないかなってずっと思ってた」。編曲は前作から引き続き田島貴男が担当している。ミュージック・ビデオとジャケット写真は前作と同じく新津保建秀が担当し、フィンランドでの撮影となった。フィンランドのロケでMeguは食事が合わず胃腸を壊したという。
Meguは「最初聴いたときは『大人の恋の歌』っていう意味がそこまで理解できなくて、connieさんに『いつもの元気のいい歌い方とは違う感じで歌って』ってアドバイスをもらいながら頑張った」。Kaedeは「冬というと恋みたいな、そういう感じをイメージしながら『何度目の冬かしらね』みたいな、語りかけるように歌えたらいいなと思って歌った」。
本作はCD（3種）や7inchレコードのほか、ミュージック・カード（Negicco版、Nao☆版、Megu版、Kaede版の4種）でのリリースとなった。Meguはミュージックカードでのリリースに対して「自分の中で一番恐れたというか、個人のミュージックカード、Megu盤とかKaede盤とかNao☆盤とかが発売されることで…」とメンバー個別の売り上げで争いが起きるようなことに不快感を示している。

## 収録曲
1. 光のシュプール
作詞・作曲：connie、編曲：田島貴男
テレビ東京系「音流〜On Ryu〜」2015年1月度エンディングテーマ[5]。
2. 1000%の片想い
作詞・作曲：connie、編曲：Shiggy Jr.
編曲をShiggy Jr.が担当していることもあり、connieは意識して「Shiggy Jr.っぽく」制作した。Nao☆は池田智子（Shiggy Jr.）を意識したが難しく、「光のシュプール」より苦戦しながら歌ったという。Meguは広末涼子の『MajiでKoiする5秒前』を意識し、「弾ける感じというか、スタッカート多めな歌い方というか。こういうポップな歌い方が似合いそうだなっていうことで」。Kaedeは「キャンパスとかの単語が歌詞に入っているので、なんとなく大学の恋のイメージというか、自分の大学生活を思い返しながら歌った」[4]。
3. 光のシュプール (inst)
4. 1000%の片想い (inst)

### 初回限定盤B付属CD
1. 恋のEXPRESS TRAIN (ayU tokiO rearrange ver)
(作詞・作曲：connie)
ayU tokiOによるリミックス。
2. 相思相愛 (あら恋 remix)
作詞・作曲：tofubeats
池永正二（あらかじめ決められた恋人たちへ）によるリミックス。

### 初回限定盤A付属DVD
1. 光のシュプール (MUSIC VIDEO)
2. 光のシュプール (MVメイキング&ドッキリ映像) (BonusVideo)

### 7インチシングル

#### SIDE A
1. 光のシュプール

#### SIDE B
1. 1000%の片想い